# Omvänd osmos

Schematisk figur som visar omvänd osmos med tryckväxlare.
1: Havsvatteninflöde,
2: Färskvattenflöde (40%),
3: Koncentrerat flöde (60%),
4: Havsvattenflöde (60%),
5: Koncentrerat utflöde,
A: Pumpflöde (40%),
B: Cirkulationspump,
C: Osmosenhet med membran,
D: Tryckväxlare

Omvänd osmos är en sorts motsats till osmos. Den går ut på att man med hjälp av ett yttre tryck låter vattenmolekyler vandra genom ett semipermeabelt membran; med andra ord ett halvgenomsläppligt membran. Följden blir att jonerna stannar kvar på ena sidan av membranet, medan vattenmolekylerna passerar genom det. Man övervinner alltså det osmotiska trycket. 
Metoden kan till exempel användas för att rena havsvatten till dricksvatten ombord på fartyg och i torra regioner. För havsvatten behövs ett tryck på cirka 40–80 bar. Det krävs dock energi för att åstadkomma det yttre trycket, och det blir därför en dyr metod för att framställa dricksvatten – dock bättre än andra metoder om inget annat än havsvatten finns i tillräcklig mängd. Särskilt på Arabiska halvön används denna metod i stor skala.
Inom akvaristiken används metoden för att göra hårt vatten mjukare och/eller för att sänka vattnets pH. Det finns särskild utrustning för detta att tillgå i akvariehandeln, som ofta säljs under den förenklade men felaktiga beteckningen "osmosfilter". (Beteckningen "omvänt osmosfilter" skulle naturligtvis vara mer korrekt.) Vatten behandlat i sådana anläggningar innehåller vanligtvis så lite joner och mineralsalter att det är skadligt för fiskarnas gälar och yttre skyddande slemskikt, varför en tillsats av obehandlat kranvatten ofta behövs.